# Ocotea amplissima
Ocotea amplissima är en lagerväxtart som beskrevs av Carl Christian Mez. Ocotea amplissima ingår i släktet Ocotea och familjen lagerväxter. Inga underarter finns listade i Catalogue of Life.